# Torneo ABCS 2022
Il Torneo ABCS 2022 (2022 ABCS Tournament) fu la settima edizione del Torneo ABCS, competizione calcistica per nazioni caraibiche di lingua olandese. La competizione si svolse a Curaçao dal 24 al 26 novembre 2022 e vide la partecipazione di quattro squadre: Aruba, Bonaire, Curaçao e Suriname.

## Formula
- Qualificazioni

Nessuna fase di qualificazione. Le squadre sono qualificate direttamente alla fase finale.
- Fase finale

Fase a eliminazione diretta - 4 squadre, giocano partite di sola andata. La vincente si laurea campione.

## Squadre partecipanti
| Pr. | Squadra  | Data di qualificazione certa | Partecipante in quanto                                         | Partecipazioni precedenti al torneo    | Ultima presenza |
| --- | -------- | ---------------------------- | -------------------------------------------------------------- | -------------------------------------- | --------------- |
| 1   | Curaçao  | -                            | Rappresentativa della nazione organizzatrice della fase finale | 6 (2010, 2011, 2012, 2013, 2015, 2021) | Curaçao 2021    |
| 2   | Aruba    | -                            | Qualificata di diritto                                         | 6 (2010, 2011, 2012, 2013, 2015, 2021) | Curaçao 2021    |
| 3   | Bonaire  | -                            | Qualificata di diritto                                         | 6 (2010, 2011, 2012, 2013, 2015, 2021) | Curaçao 2021    |
| 4   | Suriname | -                            | Qualificata di diritto                                         | 5 (2010, 2011, 2012, 2013, 2015)       | Suriname 2015   |

Nella sezione "partecipazioni precedenti al torneo", le date in grassetto indicano che la nazione ha vinto quella edizione del torneo, mentre le date in corsivo indicano la nazione ospitante.

## Fase finale

### Fase a eliminazione diretta

#### Tabellone
|  | Semifinali | Semifinali | Semifinali |         |          | Finale          | Finale          | Finale          |  |
|  |            |            |            |         |          |                 |                 |                 |  |
|  | Suriname   | Suriname   | 4          |         |          |                 |                 |                 |  |
|  | Suriname   | Suriname   | 4          |         |          |                 |                 |                 |  |
|  | Bonaire    | Bonaire    | 1          |         |          |                 |                 |                 |  |
|  | Bonaire    | Bonaire    | 1          |         | Suriname | Suriname        | 2 (5)           |                 |  |
|  |            |            |            |         | Suriname | Suriname        | 2 (5)           |                 |  |
|  |            |            | Curaçao    | Curaçao | 2 (6)    |                 |                 |                 |  |
|  | Curaçao    | Curaçao    | Curaçao    | Curaçao | 2 (6)    | 2 (5)           |                 |                 |  |
|  | Curaçao    | Curaçao    |            |         |          | 2 (5)           |                 |                 |  |
|  | Aruba      | Aruba      | 1 (3)      |         |          | Finale 3º posto | Finale 3º posto | Finale 3º posto |  |
|  | Aruba      | Aruba      | 1 (3)      |         |          |                 |                 |                 |  |
|  |            |            |            |         |          |                 |                 |                 |  |
|  |            |            |            |         |          | Bonaire         | Bonaire         | 0               |  |
|  |            |            |            |         |          | Bonaire         | Bonaire         | 0               |  |
|  |            |            |            |         |          | Aruba           | Aruba           | 1               |  |

#### Semifinali
| Willemstad 24 novembre 2022, ore 19:00 UTC-4                                               | Suriname  | 4 – 1        | Bonaire | Stadion Rignaal 'Jean' Francisca |
| \| \| \| \| \| Apai 1’ Doorson 25’ Amoeferie 32’ Andro 80’ \| Marcatori \| 74’ Seinpaal \| |           |              |         |                                  |
|                                                                                            |           |              |         |                                  |
| Apai 1’ Doorson 25’ Amoeferie 32’ Andro 80’                                                | Marcatori | 74’ Seinpaal |         |                                  |

| Willemstad 24 novembre 2022, ore 21:00 UTC-4                                                                             | Curaçao              | 2 – 2                         | Aruba | Stadion Rignaal 'Jean' Francisca |
| \| \| \| \| \| Martina 15’, 84’ (pen.) \| Marcatori \| 82’ Charles 90’ Van der Wijne \| \| \| Tiri di rigore 5 – 3 \| \| |                      |                               |       |                                  |
| |                      |                               |       |                                  |
| Martina 15’, 84’ (pen.)                                                                                                  | Marcatori            | 82’ Charles 90’ Van der Wijne |       |                                  |
| | Tiri di rigore 5 – 3 |                               |       |                                  |

#### Finale 3º posto
| Willemstad 26 novembre 2022, ore 19:00 UTC-4 | Bonaire   | 0 – 1     | Aruba | Stadion Rignaal 'Jean' Francisca |
| \| \| \| \| \| \| Marcatori \| 17’ Gross \|  |           |           |       |                                  |
|                                              |           |           |       |                                  |
|                                              | Marcatori | 17’ Gross |       |                                  |

#### Finale
| Willemstad 26 novembre 2022, ore 21:00 UTC-4                                                                         | Suriname             | 2 – 2                       | Curaçao | Stadion Rignaal 'Jean' Francisca |
| \| \| \| \| \| Wijks 18’ Rigters 72’ \| Marcatori \| 67’ Rosa 96’ (pen.) Martina \| \| \| Tiri di rigore 5 – 6 \| \| |                      |                             |         |                                  |
| |                      |                             |         |                                  |
| Wijks 18’ Rigters 72’                                                                                                | Marcatori            | 67’ Rosa 96’ (pen.) Martina |         |                                  |
| | Tiri di rigore 5 – 6 |                             |         |                                  |